# Benjamin Corgnet
Benjamin Corgnet (ur. 6 kwietnia 1987 w Thionville) – francuski piłkarz grający na pozycji pomocnika. Obecnie reprezentuje barwy RC Strasbourg.

## Kariera klubowa
Do Dijonu przeszedł w 2010 roku z amatorskiego klubu Monts d'Or Azergues, grającego w piątej lidze francuskiej.
3 września 2012 roku, Corgnet podpisał kontrakt z FC Lorient.
11 lipca 2013 roku, Corgnet podpisał kontrakt z AS Saint-Étienne.
| Sezon   | Klub             | Kraj    | Rozgrywki | Mecze | Bramki | Rozgrywki Europy | Mecze | Bramki |
| ------- | ---------------- | ------- | --------- | ----- | ------ | ---------------- | ----- | ------ |
| 2010/11 | Dijon FCO        | Francja | Ligue 2   | 32    | 1      | -                | -     | -      |
| 2011/12 | Dijon FCO        | Francja | Ligue 1   | 36    | 8      | -                | -     | -      |
| 2012/13 | Dijon FCO        | Francja | Ligue 2   | 4     | 3      | -                | -     | -      |
| 2012/13 | FC Lorient       | Francja | Ligue 1   | 26    | 5      | -                | -     | -      |
| 2013/14 | AS Saint-Étienne | Francja | Ligue 1   | 28    | 7      | Liga Europy UEFA | 3     | 0      |
| 2014/15 | AS Saint-Étienne | Francja | Ligue 1   | 12    | 0      | Liga Europy UEFA | 3     | 0      |

Stan na: 14 grudzień 2014 r.